# Rim Chang-woo
Rim Chang-woo ((임창우?, 任倉佑?); 13 febbraio 1992) è un calciatore sudcoreano, difensore del Jeju SK.

## Palmarès

### Club

#### Competizioni nazionali
- Coppa del Presidente degli Emirati Arabi Uniti: 1

Al-Wahda: 2016-2017
- UAE Super Cup: 2

Al-Wahda: 2017, 2018

### Nazionale
- Giochi asiatici: 1

2014